# Veljko Petrović (Heiducke)

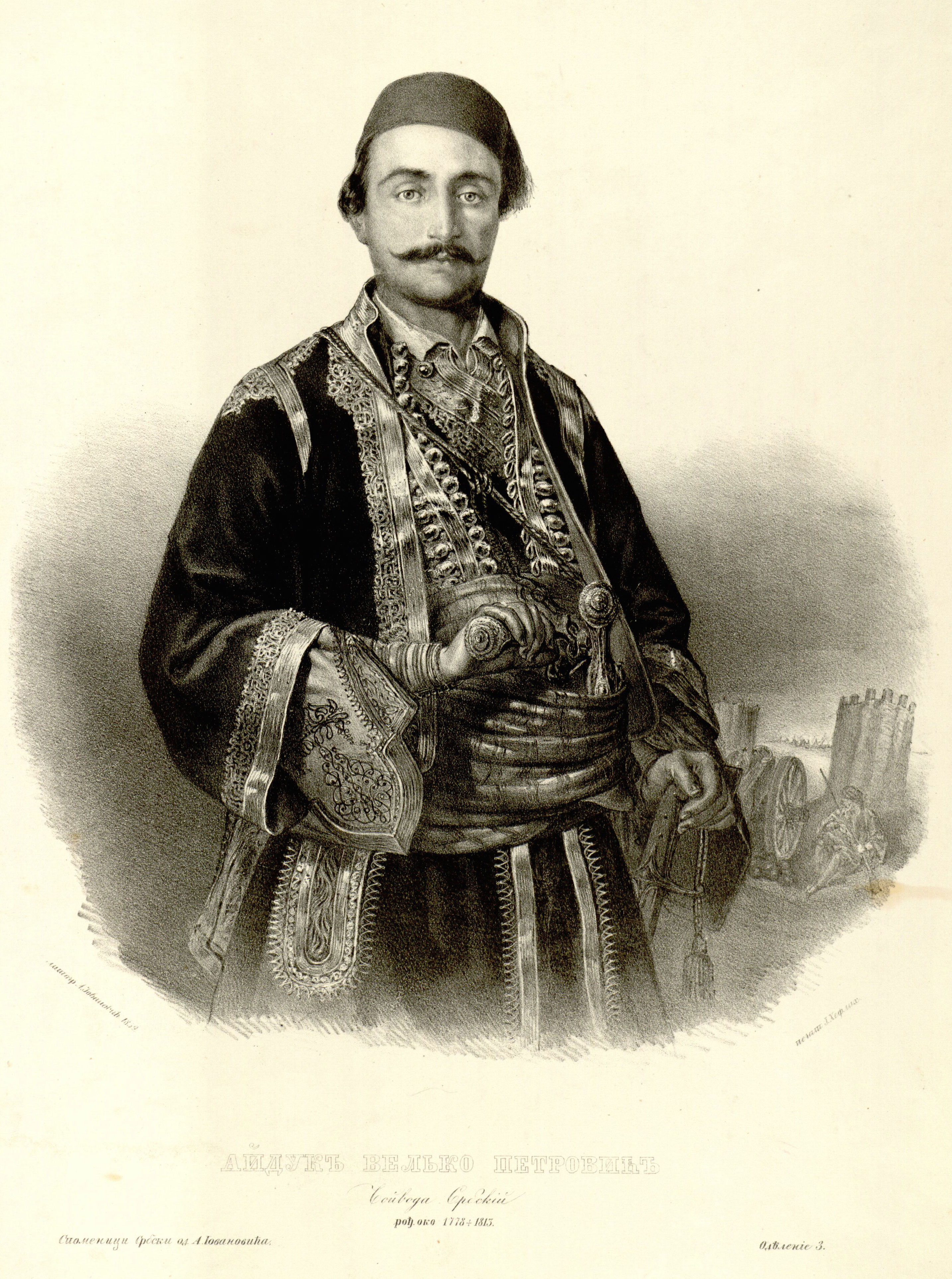
Veljko Petrović

Veljko Petrović (serbisch. Вељко Петровић,* um 1780 im Dorf Lenovac, bei Zaječar, heute Serbien, damals Osmanisches Reich; † im Juli 1813 bei Negotin) war ein Wojwodenführer während des Ersten Serbischen Aufstandes und Heiducke. In Bulgarien ist er als Hajdut Welko Petrow, bulgarisch Хайдут Велко Петров, bekannt.

## Leben
Veljko Petrović entstammte einer für damalige Verhältnisse reichen christlichen Bauernfamilie (siehe dazu Reâyâ) im Dorf Lenovac bei Zaječar. Verschiedene Quellen geben ihm eine bulgarische, bulgarisch-serbische, bulgarisch-walachische, serbische, serbisch-walachische oder walachische Abstammung. Jedenfalls wurde er in einem Grenzgebiet geboren, in dem sowohl Bulgaren, Serben und Walachen lebten. Veljkos Vater Petar Petrović wurde sirenjar, Käsemeister, genannt. Seine Brüder Milutin und Miljko sollten später ebenfalls am serbischen Aufstand teilnehmen.
In seiner Jugend war Veljko zuerst als Hirte und Knecht tätig. Als zwei Türken seine Schwester überfielen und er diese dann tötete, musste er fliehen und schloss sich den Rebellen von Osman Pazvantoğlu an. Hier war schon seine Undiszipliniertheit ausgeprägt, für die er später berühmt werden sollte, und als er zwei Leute von Pazvantoğlu tötete, verließ er diesen und wurde 1803 Mitglied der Heiducken von Stanoje Glavaš. 1804 nahm er mit ihm am serbischen Aufstand teil.
Veljko wurde im ersten serbischen Unabhängigkeitskrieg zum Wojwoden ernannt. Er war sowohl bei der Befreiung Montenegros 1807 als auch bei der Verteidigung des Kurortes Sokobanja 1809 dabei. Berühmt wurde Veljko als Anführer der Revolution in der Timočka Krajina, die er bis nach Bulgarien um Widin hinein trug. Neben seinem persönlichen Engagement war Veljko für seine Eigenart bekannt, vor jedem Kampfgeschehen laut Musik spielen zu lassen, was zu seinem Erkennungszeichen wurde.
Veljko galt als äußerst mutig, jedoch ebenso als undiszipliniert gegenüber seinen Vorgesetzten, weswegen es regelmäßig zu Konflikten mit dem Soviet, der provisorischen Regierung im aufständischen Serbien, kam. 1810 wurde ihm die russische Tapferkeitsmedaille verliehen.
Hajduk Veljko fiel 1813 in der Schlacht um Negotin bei der Verteidigung der Krajina, als ihn an vorderster Front eine türkische Kanonenkugel traf. Schwerverletzt befahl er noch, die Stellungen zu halten. Sein Bruder Milutin begrub ihn unter der Kirche von Negotin. Heute erinnert eine Statue im Stadtzentrum von Negotin an ihn.
Veljko war zweimal verheiratet. Seine erste Frau Maria war die Schwester seines ehemaligen Kommandeurs Stanoje Glavaš, mit ihr hatte er einen Sohn namens Radovan. Da Maria das Heiduckendasein nicht zusagte, trennten sich beide. Veljkos zweite Frau hieß Stana, genannt Čučuk Stana, die dem Vernehmen nach ebenfalls am Kampfgeschehen teilnahm und viermal verletzt wurde. Nach dem Tode Veljkos heiratete sie den griechischen Aufständischen Giorgakis Olympios.